# سارا تاناكا
سارا تاناكا (بالإنجليزية: Sara Tanaka)‏ هي راقصة وممثلة أمريكية، ولدت في 21 نوفمبر 1978 في هنتنغتون في الولايات المتحدة.

## وصلات خارجية
- سارا تاناكا على موقع IMDb (الإنجليزية)
- سارا تاناكا على موقع ميتاكريتيك (الإنجليزية)
- سارا تاناكا على موقع روتن توميتوز (الإنجليزية)
- سارا تاناكا على موقع قاعدة بيانات الأفلام العربية
- سارا تاناكا على موقع ألو سيني (الفرنسية)
- سارا تاناكا على موقع أول موفي (الإنجليزية)
- سارا تاناكا على موقع قاعدة بيانات الفيلم (الإنجليزية)
- سارا تاناكا على موقع ليتربوكسد (الإنجليزية)
- سارا تاناكا على موقع كينوبويسك (الروسية)